# Peter Joseph Judge
Peter Joseph Judge (27 de julio de 1955-8 de diciembre de 1996) fue un jefe mafioso y narcotraficante irlandés. Apodado the Psycho («El psicópata»), Judge controlaba el tráfico de drogas en los suburbios de Finglas, Cabra y Ballymun, en Dublín, antes de su asesinato en 1996.

## Primeros años de vida
Hijo de Peter y Eileen Judge, Judge era el menor de cinco hermanos. Creció en Finglas, asistiendo a la escuela en Marlborough Street antes de irse a los 14 años para trabajar con su padre, quien regentaba un pequeño negocio de pienso para cerdos. Más tarde trabajó como repartidor en una empresa de pan y fabricando cunas.

## Carrera criminal
Judge estuvo involucrado en el crimen desde una edad temprana; su carrera comenzó cuando robó a un comerciante de armas de fuego a los 13 años. Fue acusado del robo de más de £1000 de una caja de ahorros en Fairview en agosto de 1979, y de posesión de armas de fuego en relación con un intento de robo de una oficina de correos en Ballyfermot en febrero de 1980. Fue declarado culpable de este último delito y sentenciado a 10 años de prisión por ello; un artículo de 1984 detallaba que Judge había hecho huelga de hambre mientras estaba en la prisión de Mountjoy. No fue hasta aproximadamente 1990 que Judge entró en el tráfico de drogas, pero en el momento de su asesinato su banda controlaba el comercio de heroína y cannabis en Finglas, Cabra y Ballymun.
Se creía que Judge estaba detrás del asesinato de Michael Godfrey en abril de 1993, en una disputa económica. Godfrey, de 56 años, había regresado a Dublín tras cumplir una condena en prisión en Gran Bretaña. Dos hombres enmascarados y armados con pistolas secuestraron a Godfrey de su casa en North Circular Road, y su cuerpo fue encontrado posteriormente en un campo cerca de Blanchardstown con dos heridas de bala en la cabeza.
También se creía que Judge había asesinado a William «Jock» Corbally, un antiguo cómplice criminal que desapareció en febrero de 1996 y cuyo cuerpo nunca fue encontrado; la policía sospechaba que Judge había golpeado a Corbally hasta la muerte. Según un informante policial, Judge torturó a Corbally y le arrancó los dientes con alicates antes de decapitarlo. Cuando Paul Williams, del Sunday World, publicó un artículo sobre Judge sobre esto, este conspiró para matar a Williams.
Los periódicos no pudieron nombrar al Judge por razones legales, así que, debido a su propensión a la tortura y sus tendencias psicopáticas, los reportajes lo apodaron Judge Dread («Juez Temible») y The Psycho («El Psicópata»).
Poco antes de su muerte, la policía le había incautado 70 000 libras esterlinas, que creían provenían de su tráfico de drogas. Tras su muerte, se reveló que Judge había sido un informante, delatando a otros delincuentes a cambio de dinero; este acuerdo terminó tras su arresto tras un tiroteo.

## Vida personal
Se informó que Judge era un homosexual reprimido que se había indignado por la cobertura mediática de sus actividades. Sin embargo, al momento de su muerte, Judge mantenía una relación con Ellen Hyland, hermana del futuro jefe mafioso Martin «Marlo» Hyland, quien se había convirtió en su protegido. Tras el asesinato de Judge, The Irish Times informó que la Garda Síochána sospechaba que Judge había golpeado a Ellen en las dos semanas previas a su muerte y que estaban investigando el caso.

## Muerte
El 7 de diciembre de 1996, Judge y su novia Ellen se encontraban en el pub Royal Oak de Finglas, donde vieron tocar a una banda. De madrugada, Judge recibió dos disparos en la cabeza por parte de un hombre armado en motocicleta. Ninguno de sus colegas jefes criminales asistió a su funeral. Está enterrado en el cementerio de Glasnevin. Varios días después del asesinato de Judge, su socio Mark Dwyer fue encontrado muerto a tiros.
Inicialmente se creyó que el IRA Provisional había asesinado a Judge debido a sus tendencias erráticas y violentas, aunque nadie fue condenado por el asesinato. Un artículo del Sunday World de 2007 alegó que Marlo Hyland mandó asesinar a Judge porque le debía 130 000 libras esterlinas por la incautación de un cargamento de drogas. Tras el asesinato de Judge, Hyland lo sustituyó en el caso.